# Antoine Sartorio
Antoine Sartorio, nacido en Menton el 27 de enero de 1885, fallecido en Jouques (Bouches-du-Rhone) el 18 de febrero de 1988, es un escultor francés.
Este mediterráneo, físicamente fuerte, fue alumno de la École des Beaux-Arts de París, con los maestros de escultores Jean-Antoine Injalbert y Emmanuel Hannaux. Participa en exposiciones colectivas en el Salón de los Artistas franceses en París desde 1891. Sin embargo, se especializa en la realización independiente de monumentos de guerra, que los municipios de Francia levantan en cementerios y lugares principales durante el período de entreguerras.
Además de la escultura monumental sobre peana , realizó grupos de bustos, relieves y frisos en los impresionantes edificios o estructuras del Estado, abordó también los temas religioso y realizó muchos bronces. Su originalidad consiste en haber iniciado la obra monumental en los Vosgos antes del final de la guerra, que comenzó como un simple soldado. Realizó además, consagrándose como escultor de la Gran Guerra, el Cenotafio presentado en los funerales del 13 de julio de 1919 en el Arco de Triunfo de París.

## Biografía

### Tiempo de guerra
Antoine Sartorio, asignado a la vigésima compañía, del quinto batallón del 363 Regimiento de Infantería de Niza, llegó a los Vosgos en la noche del 18 al 19 de septiembre de 1914. Permanece allí hasta el día 25, en que se traslada a la terrible zona del frente de La Fontenelle , a continuación, participó en el retiro de su unidad en el aserradero Coichot en Moyenmoutier donde llega el 30 de septiembre.

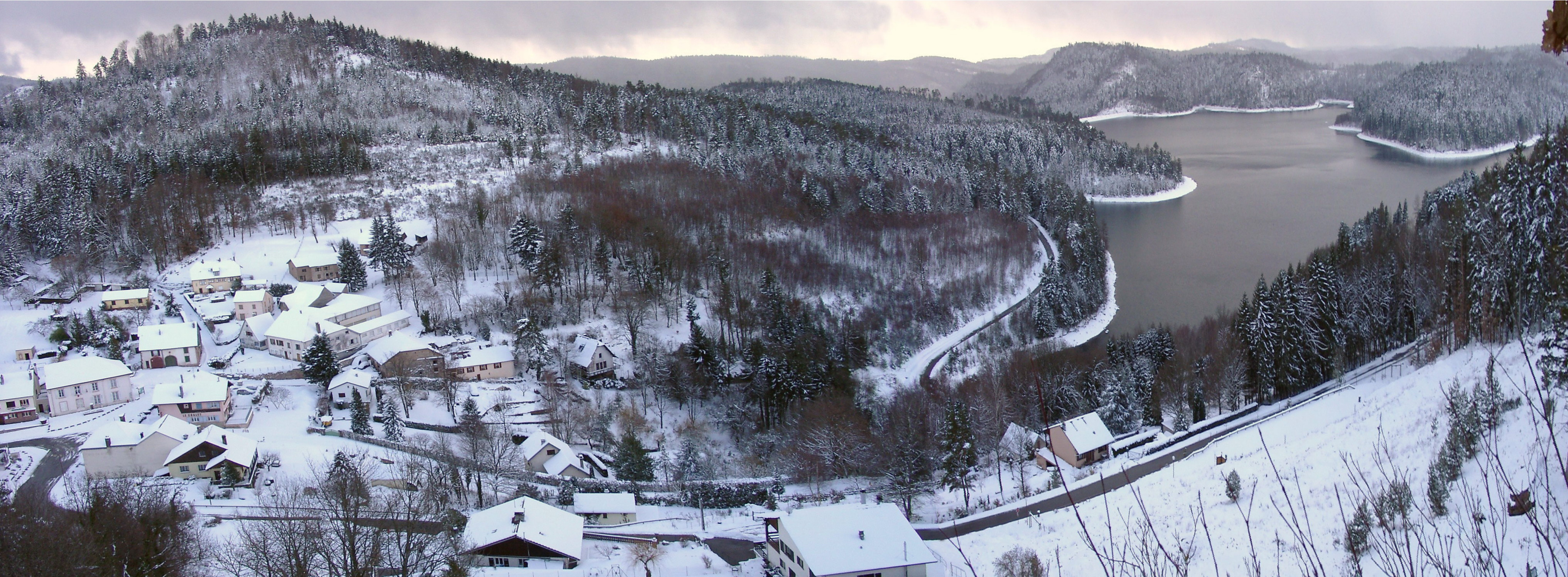
Vista del municipio de Pierre-Percee.

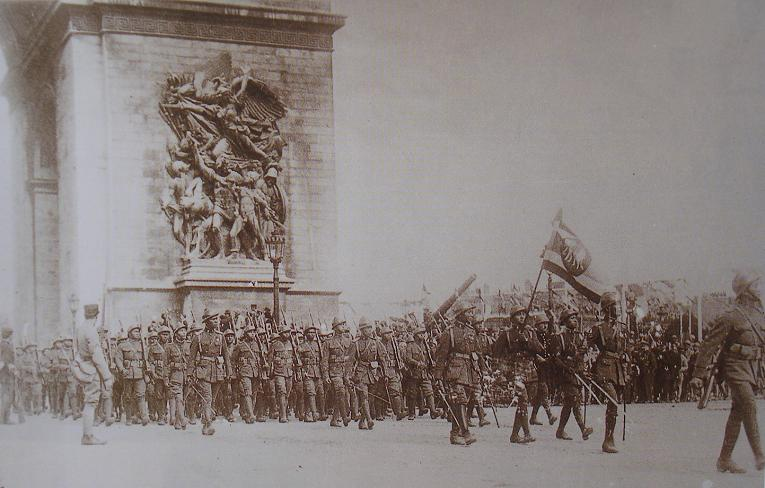
Desfile de la Victoria de 1919. El Cenotafio obra de Sartorio se encontraba en uno de los laterales de la avenida (no aparece en esta imagen).

Antes del final del año el frente se estabiliza y el soldado Sartorio está a la vanguardia en las trincheras de la parte 675, un promontorio avanzado con un abeto. Frente a las amenazas y ante la naturaleza idílica que ha visto devastada por la guerra, el artista piensa en una primera realización monumental de una delicada mujer sosteniendo una antorcha sobre su cabeza a la que llama "Pour l'idée". Perseguido por las figuras femeninas, produjo por encima de Senones en Roche-Mère-Henry, La fille de la Mère Henry, hoy desaparecida. Por último, talla bajorrelieves monumentales o figuras diáfanas, Aux Morts glorieux, pour la patrie et l'Humanité en noviembre de 1915 también en el bosque comunal de Senones en Roche-Mère-Henry y Pour la France en Pierre-Percée.

### Una carrera de escultor monumental
El 14 de julio de 1916, el artista dejó los acantonamientos en los Vosgos para integrar la sección de camuflaje de Chalon-sur-Marne. El armisticio en noviembre de 1918 y el Tratado de Versalles, en mayo de 1919, abrió las puertas a una carrera civil: ofrece sus servicios como escultor y diseñador de monumentos conmemorativos a la atención del Estado y los municipios. Entre ellos, El arco de laureles del Oriente. . Sartorio conoce entonces con los laureles de la Victoria una gran reputación de artista escultor.
En 1919, fue él quien talló la fachada del inmueble en el n.º 1 de la calle Huysmans en París, con Raoul Brandon como arquitecto.
En 1920, el artista recibe una beca de viaje que le permitió vivir tranquilo y dejar temporalmente los muchos proyectos desafiantes y los monumentos que le encargaban los municipios de Francia. Se volvió a presentar en la Exposición de Artes Decorativas de París en 1925 , en la Exposición Colonial de Vincennes en 1931 y en la Exposición de París en 1937.
En 1927/28, bajo la responsabilidad de los arquitectos Charles y Marcel Dalmas, es nombrado supervisor del palacio de los países del Mediterráneo en Niza, Antoine decora la fachada delantera con figuras de caballos marinos y mujeres.
En 1935 realiza relieves y frisos en el puente Mirabeau.
Varios encargos de la ciudad de Marsella, le mantienen ocupado decorando grandes superficies: la parte delantera de la ópera, y el frente y las columnas del anexo del palacio de justicia, las paredes exteriores de la prisión de Baumettes.
En 1962, participó en la restauración masiva de la Catedral de Reims, ocupándose de los frisos del bautismo de Clovis.
Está enterrado en el Cementerio Saint-Pierre de Marsella.

### Honor y premios
Antoine Sartorio fue ascendido a Caballero de la Legión de Honor en 1926. En los Salones de los artistas franceses obtuvo medallas, una de 3ª clase y otra de 2ª en 1911, y luego una medalla de plata en 1934 y un diploma de honor en 1937.

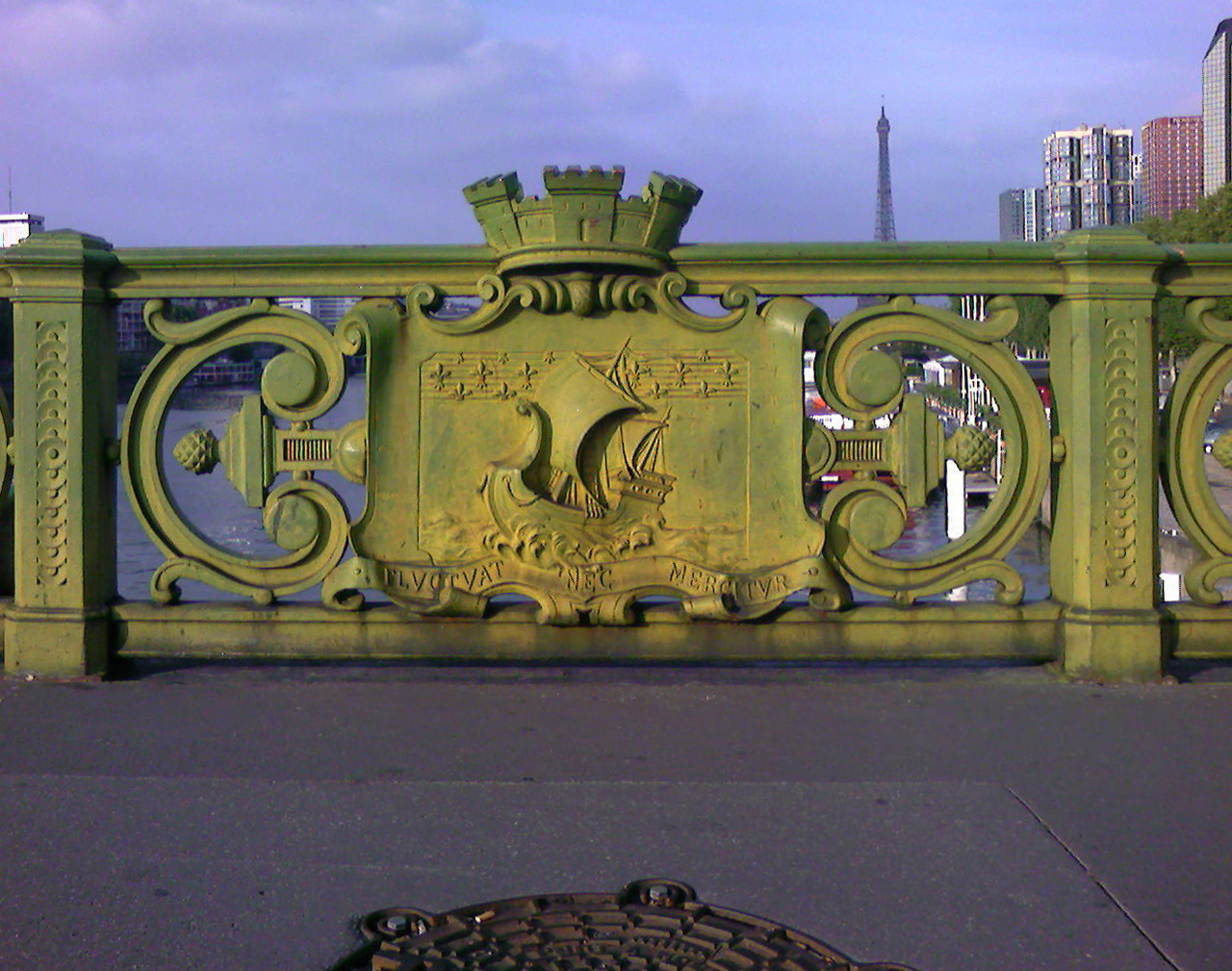
Ornamentos del Puente Mirabeau de París, las grandes esculturas en los pilares del puente son del maestro de Sartorio , Injalbert.
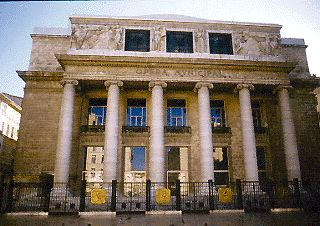
Fachada principal del edificio de la Ópera de Marsella, con relieves de Sartorio
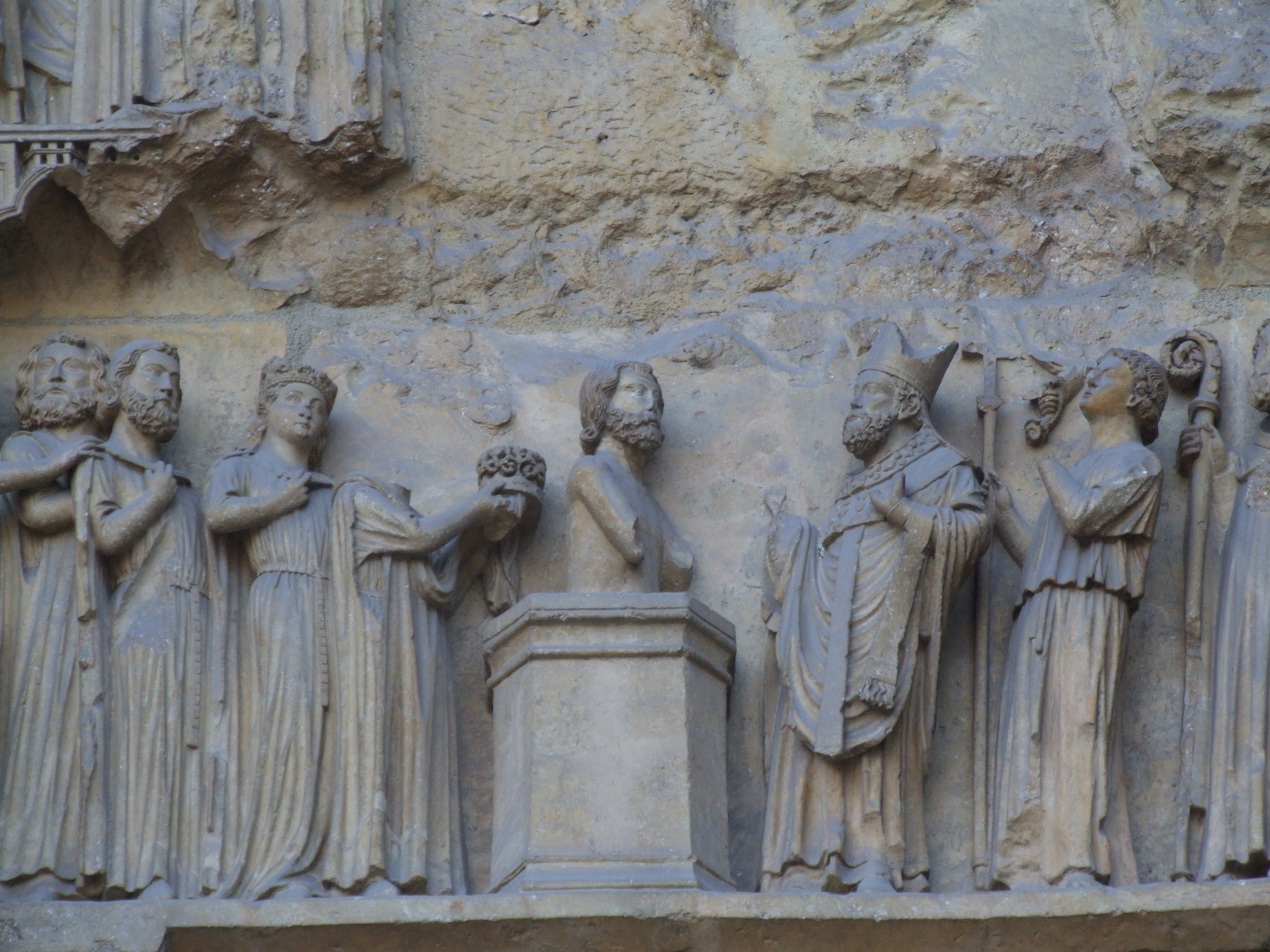
Friso del Bautismo de San Clovis, en la Catedral de Reims. restaurado por Sartorio
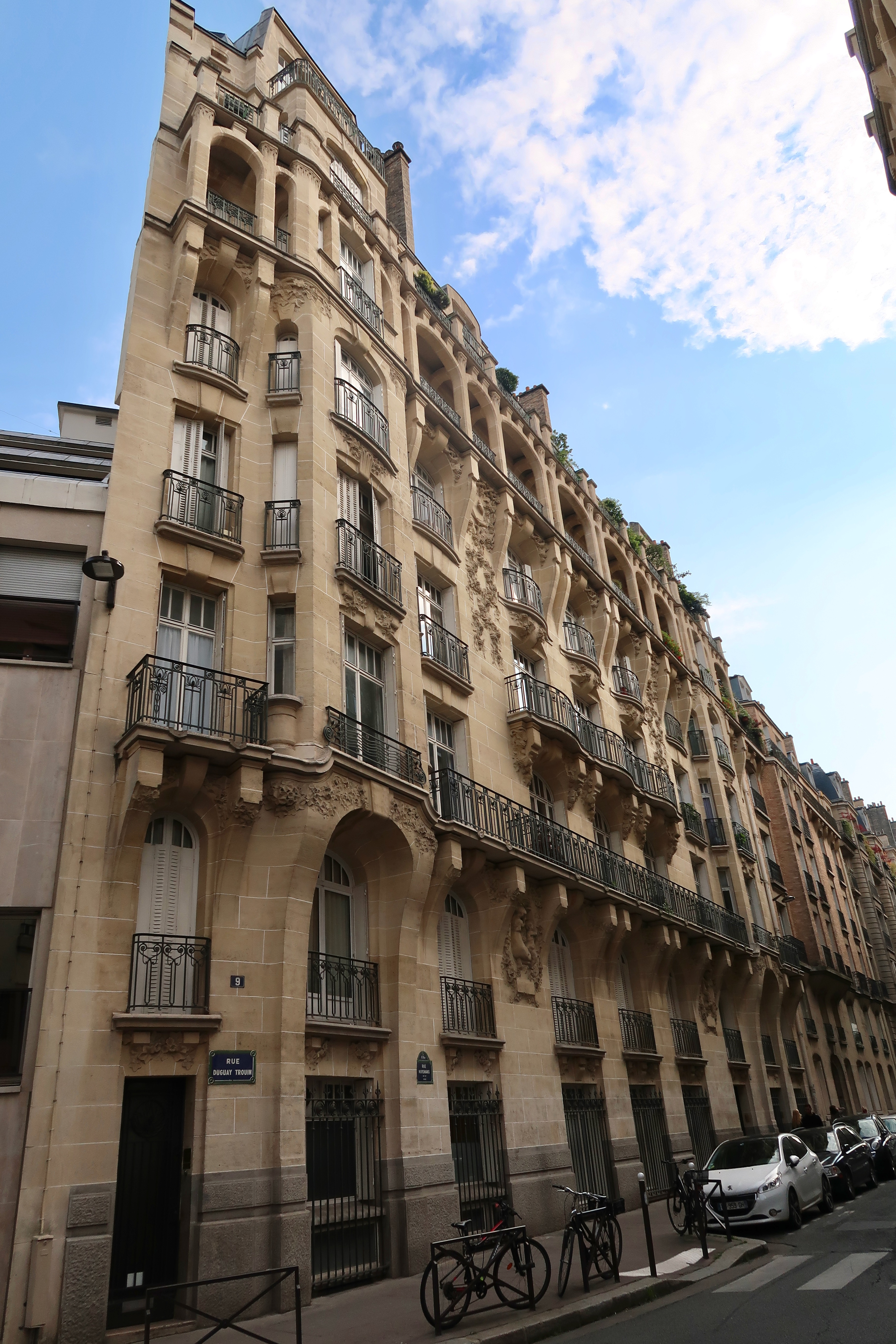
Edificio del nº 1 de la calle Huysmans de París. Con esculturas de Sartorio